# サン・ペドロ・デ・ラ・ロカ城
座標: 北緯19度58分7.34秒 西経75度52分13.08秒 / 北緯19.9687056度 西経75.8703000度
サン・ペドロ・デ・ラ・ロカ城（サン・ペドロ・デ・ラ・ロカじょう、Castillo de San Pedro de la Roca）は、サンティアーゴ・デ・クーバの沿岸部にある城塞である。市の中心部からは約 10 km に位置し、湾を見渡している。

## 歴史

### 当初の建築
サン・ペドロ・デ・ラ・ロカ城は、ミラノの軍事技師の家に生まれたジョヴァン・バッティスタ・アントネッリ（Giovan Battista Antonelli, フアン・バッティスタ・アントネジ）によって、1637年に設計された。都市には、1590年から1610年に建造されていたより小さな要塞が存在していたが、都市の総督であったペドロ・デ・ラ・ロカ・イ・ボルハ（Pedro de la Roca y Borja）は、襲い来る海賊への防衛施設として新たに依頼したのである。
アントネッリの設計は、湾の中で伸びる岬の切り立った崖の上に城塞を建てるという条件に順応したもので、ひと続きの段丘の上に建てられた。城塞は主に4層構造で、大砲を備えた3つの城壁に守られていた。 必需品は海路で運び込まれ、岩を直接切り出した大きな倉庫に収蔵されるか、シタデルがあった最上層に搬入された。 
シタデルの建設は1638年から始めて42年を要したが、最終的な工事は断続的に続けられて1700年に完成した。アントネッリはシタデルの大規模な建設工事が開始されてから間もなくにあたる1645年に呼び戻されたが、彼の他の作品は2つの城塞（Fuerte del Cojimar, Fuerte de Santa Doratea de Luna de Chorrera）でも見ることが出来る。より早期の要塞の構造物の中には、後の主要建築物に取り込まれたものもある。

### 更なる建築

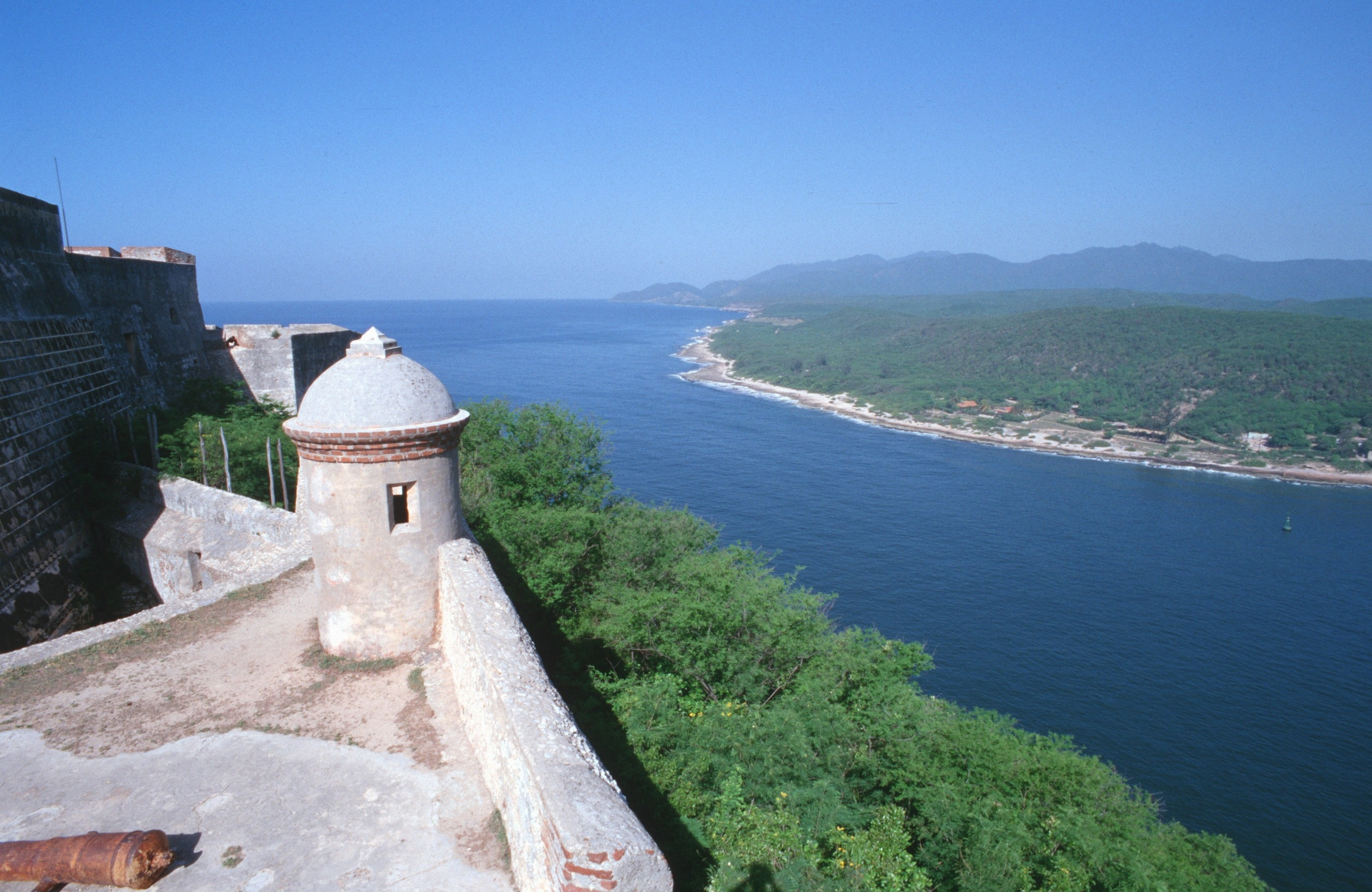
城塞からの湾の眺め

海賊の襲撃の恐怖は十分に根拠のあることだった。1662年には城塞はまだ建設中だったが、イギリスの海賊が襲来し、2週間にわたりサンティアゴ・デ・クーバを制圧した。その時には城塞も壊され、大砲も奪われた。彼らが去ったあと、スペイン政府は損壊箇所の再建と駐屯する兵の数を300人に引き上げた。1663年から1669年には、技師であったフアン・シスカラ・イバニェス（Juan Císcara Ibáñez）、フアン・シスカラ・ラミレス（Juan Císcara Ramirez）、フランシスコ・ペレス（Francisco Perez）が損壊箇所の修復を行い、さらに側面の補強や砲台の新設といった城塞の改良も行った。この甲斐もあってか、1678年にはフランスの小艦隊の攻撃を凌ぎ、1680年にはアンティル諸島のフィリバスターの副指揮官フランケスマ（Franquesma）に率いられた800人の攻撃も撃退した。
しかし、1675年から1692年の間に相次いだ地震によって、城塞は被害を受けており、1693年から1695年にかけてフランシスコ・ペレスの指揮下で修復工事が行われた。1738年から1740年には技師アントニオ・デ・アレドンド（Antonio de Arredondo）の指揮下で更なる工事が行われ、シタデルの拡大や未完に終わっていた砲台の完成などが達成された。この工事にはフアン・マルティン・セルメニョ（Juan Martín Cermeño）とフランシスコ・カルデリン（Francisco Calderín）も携わった。カルデリンらは1757年から1766年の地震で再び損壊した後に、建造物群の最終的な変更を手がけている。
1775年ころまでには攻撃される虞は減退したため、要塞は軍事拠点として利用され続けつつも、ロカ（la Roca,「岩」）とエストレリャ（la Estrella,「星」）と呼ばれていた2区画は政治犯収容用の監獄に転用された。しかし、米西戦争でスペイン海軍のパスクワル・セルベラ提督が本国艦隊を率いてサンティアゴ・デ・クーバに来航すると、アメリカ合衆国の艦隊と陸軍による要塞攻撃が始まり、再び全体が城塞として使われた。（要塞をめぐる戦いの中でサンチャゴ・デ・キューバ海戦が起きた）

## 世界遺産
20世紀になると城塞は朽ちていったが、1960年代にフランシスコ・プラート・プイグ（Francisco Prat Puig）によって修復された。1997年には、この城塞はスペイン帝国がアメリカ州で築いた軍事建築物の中で最も状態が良く、完全な形で残っているものとして、ユネスコの世界遺産リストに登録された。

### 登録基準
この世界遺産は世界遺産登録基準のうち、以下の条件を満たし、登録された（以下の基準は世界遺産センター公表の登録基準からの翻訳、引用である）。
- (4) 人類の歴史上重要な時代を例証する建築様式、建築物群、技術の集積または景観の優れた例。
- (5) ある文化（または複数の文化）を代表する伝統的集落、あるいは陸上ないし海上利用の際立った例。もしくは特に不可逆的な変化の中で存続が危ぶまれている人と環境の関わりあいの際立った例。